# Decker (Indiana)
Decker és una població dels Estats Units a l'estat d'Indiana. Segons el cens del 2000 tenia 283 habitants.

## Demografia
Segons el cens del 2000, Decker tenia 283 habitants, 107 habitatges, i 80 famílies. La densitat de població era de 420,3 habitants per km².
Dels 107 habitatges en un 33,6% hi vivien nens de menys de 18 anys, en un 51,4% hi vivien parelles casades, en un 15,9% dones solteres, i en un 24,3% no eren unitats familiars. En el 23,4% dels habitatges hi vivien persones soles l'11,2% de les quals corresponia a persones de 65 anys o més que vivien soles. El nombre mitjà de persones vivint en cada habitatge era de 2,64 i el nombre mitjà de persones que vivien en cada família era de 3,05.
Per edats la població es repartia de la següent manera: un 28,6% tenia menys de 18 anys, un 10,2% entre 18 i 24, un 24,7% entre 25 i 44, un 21,6% de 45 a 60 i un 14,8% 65 anys o més.
L'edat mediana era de 37 anys. Per cada 100 dones de 18 o més anys hi havia 94,2 homes.
La renda mediana per habitatge era de 24.821$ i la renda mediana per família de 28.750$. Els homes tenien una renda mediana de 25.000$ mentre que les dones 15.714$. La renda per capita de la població era de 15.482$. Entorn del 14,3% de les famílies i el 21,3% de la població estaven per davall del llindar de pobresa.

## Poblacions més properes
El següent diagrama mostra les poblacions més properes.